# Balástya
Balástya (hongrois : Balástya [ˈbɒlaːʃcɒ]) est une localité hongroise située dans le comitat de Csongrád-Csanád.

## Site et localisation

### Topographie et hydrographie
Le relief de Balástya est plat, légèrement incliné du nord-ouest vers le sud-est. Le sol est majoritairement sablonneux, avec quelques zones de sol alluvial ou salin. Ces caractéristiques ont façonné une agriculture spécifique, orientée vers les cultures maraîchères et fruitières adaptées aux sols secs.
L’unique plan d’eau naturel de la commune est le lac Őszeszék, entouré de quelques boisements, notamment de peupleraies et de forêts d’acacias. Trois canaux traversent également le territoire communal : le canal Fehértó–Majsa, le canal principal de Kistelek, et celui reliant Őszeszék à Szirtosszék.

### Climat
Le climat est continental marqué, avec de fortes variations de température journalières et saisonnières. Les hivers sont peu enneigés, les printemps précoces, et la végétation y entre en phase active plus tôt que dans la plupart des autres régions hongroises.

### Aires faunistiques et floristiques

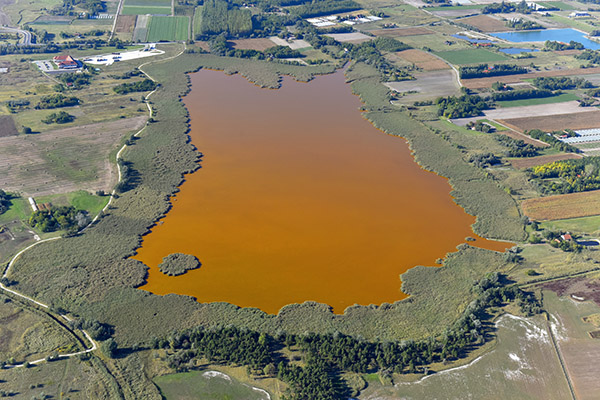
Le lac salé d'Őszeszék.

Au sud-ouest de Balástya, à proximité de l'autoroute M5, se trouve le lac Őszeszék (ou réservoir de Balástya), un ancien lac salé (szikes) d'origine naturelle, aujourd'hui utilisé comme plan d'eau privé à vocation halieutique. Bien que son usage récréatif ait modifié partiellement son écosystème, il conserve une valeur écologique élevée, notamment en tant que site de halte pour les oiseaux migrateurs. La zone accueille de nombreuses espèces protégées de la flore et de la faune, dont des amphibiens, des insectes rares et plusieurs oiseaux d'eau menacés, comme la guifette noire, l'échasse blanche ou la spatule blanche. Le lac et ses abords constituent l'un des habitats les plus riches en biodiversité de la région, avec également la présence du lézard des sables, de la tortue cistude, du butor étoilé et de la loutre d'Europe.

## Histoire
Le peuplement de Balástya a débuté après les invasions mongoles du XIIIe siècle, dans un environnement de puszta sablonneuse, progressivement mis en culture au fil des siècles. Ce territoire, intégré à la ville de Szeged, formait un vaste arrière-pays rural désigné sous le nom de Felső-tanya (« Hautes fermes »).
Administrativement, la zone fut divisée d'abord en chapellenies, puis à partir du XVIIIe siècle en capitaineries exerçant des fonctions fiscales, policières et administratives. À partir de 1883, la région devient un détachement administratif de Szeged, avant que ne soit fondé en 1891 un centre de peuplement structuré sous le nom de Szeged-Felsőközpont. Ce centre, qui regroupe des services essentiels (presbytère dès 1884, église en 1903, école, dispensaires, gendarmerie), affirme progressivement son autonomie. En 1935, les agriculteurs locaux y construisent une Maison populaire catholique.
La localité actuelle de Balástya a été créée en 1950, à partir des anciennes capitaineries de Balástya, Gajgonya, Őszeszék et d'une partie de Fehértó, marquant la fin d'une longue évolution vers l'indépendance administrative. Ce processus a été favorisé par l'augmentation significative de la population, qui atteignait 6 369 habitants en 1949. 
À partir des années 1970, le développement économique entraîne une densification du centre-bourg et une amélioration rapide des infrastructures. Depuis 1989, la commune s'est dotée de routes asphaltées, de trottoirs, de réseaux de gaz et de télécommunications, d'un complexe sportif, d'un accès à l'autoroute M5, et d'un réseau de traitement des eaux pluviales et usées. Le tissu commercial et artisanal local s'est également étoffé. De nombreux bâtiments publics et équipements collectifs ont été rénovés grâce à des financements issus de l'Union européenne.

## Population

### Minorités culturelles et religieuses
Lors du recensement de 2001, la population de Balástya se déclarait à 99 % d'origine hongroise, tandis qu'1 % des habitants s'identifiaient à d'autres nationalités.
En 2011, la proportion de personnes se disant hongroises était de 90,1 %, tandis que 3,7 % se déclaraient d'origine roumaine, 0,3 % allemande, 0,2 % croate et 0,2 % serbe. Environ 9,3 % de la population n'a pas souhaité répondre à cette question, et la possibilité de déclarations multiples explique que la somme des pourcentages puisse dépasser 100 %. Sur le plan religieux, 68,5 % des habitants se déclaraient catholiques romains, 3,9 % réformés (calvinistes), 0,5 % évangéliques (luthériens) et 0,3 % gréco-catholiques ; 9,9 % se disaient sans appartenance religieuse et 15,1 % n'ont pas répondu.
Le recensement de 2022 révèle une évolution des identités déclarées. La population se compose alors de 88,7 % de personnes se déclarant hongroises, 1,3 % roumaines, 0,4 % allemandes, 0,3 % roms, 0,2 % serbes, 0,2 % polonaises, 0,1 % grecques et 0,1 % slovaques, tandis que 2,8 % relevaient d'autres nationalités non hongroises. Environ 10,7 % des habitants ont choisi de ne pas se prononcer. La structure religieuse de la commune s'est également transformée : 37,1 % des habitants se déclaraient catholiques romains, 3 % réformés, 0,3 % gréco-catholiques, 0,2 % évangéliques, 0,2 % orthodoxes, 0,1 % juifs, et 1,5 % relevaient d'autres confessions chrétiennes. Un peu plus de 11 % se disaient sans religion, et près de 45 % ne se sont pas exprimés sur ce sujet.

## Équipements

### Réseaux extra-urbains
Balástya est traversée par la route nationale 5, ce qui en fait un point de passage naturel entre Szeged, Kecskemét et Budapest. L'autoroute M5, qui longe la commune par l'ouest, dispose d'un échangeur permettant un accès direct au territoire par la route secondaire 5422, laquelle relie également la localité à Forráskút. Plusieurs autres axes secondaires traversent ou frôlent les limites communales, facilitant les liaisons régionales avec les villages voisins, notamment en direction de Dóc, Csengele, Szatymaz et Ópusztaszer.
Le réseau ferroviaire relie également Balástya à la ligne Cegléd–Szeged. Trois points d'arrêt sont situés sur le territoire communal : Kapitányság, au nord-ouest du centre, près de la route 5421 ; la gare principale de Balástya, au sud-ouest de la zone bâtie, non loin de la route 5422 ; et Őszeszék, un arrêt secondaire situé en zone rurale, accessible uniquement par des chemins locaux. Ces dessertes ferroviaires contribuent à maintenir l'ancrage de la commune dans les dynamiques régionales de mobilité.

## Économie
L'économie de Balástya s'est développée sur plusieurs siècles grâce à une adaptation fine aux sols sablonneux : viticulture, maraîchage, culture de la pomme de terre et des fruits se sont progressivement imposés. La bonne position géographique de la commune, traversée par la route internationale E75 (actuelle autoroute M5) et par la ligne ferroviaire Szeged–Budapest, a fortement contribué à cette dynamique agricole. 
À partir de 1961, les activités se sont organisées en coopératives agricoles et en exploitations de type familial (háztáji), jusqu'à leur démantèlement dans les années 1990 et la montée en puissance des exploitations privées. Balástya est ainsi devenue l'un des centres nationaux de production de légumes précoces et de fleurs coupées sous serre, bien que cette activité ait décliné ces dernières années.

## Patrimoine local
Au centre de la commune se trouve l'église Saint-Antoine de Padoue, édifice catholique emblématique de Balástya. Elle se situe à proximité immédiate du carrefour des routes principales 5 (Széchenyi utca) et 5421 (Rákóczi utca), dans le cœur du village. 
L'église, de style éclectique mêlant notamment des éléments de baroque tardif, a été construite en 1903, avec le soutien financier de la ville de Szeged, bien que la paroisse ait été fondée dès 1894. Elle a connu plusieurs campagnes de rénovation : une première partielle en 1960, puis une restauration complète en 2011, financée par des fonds publics.

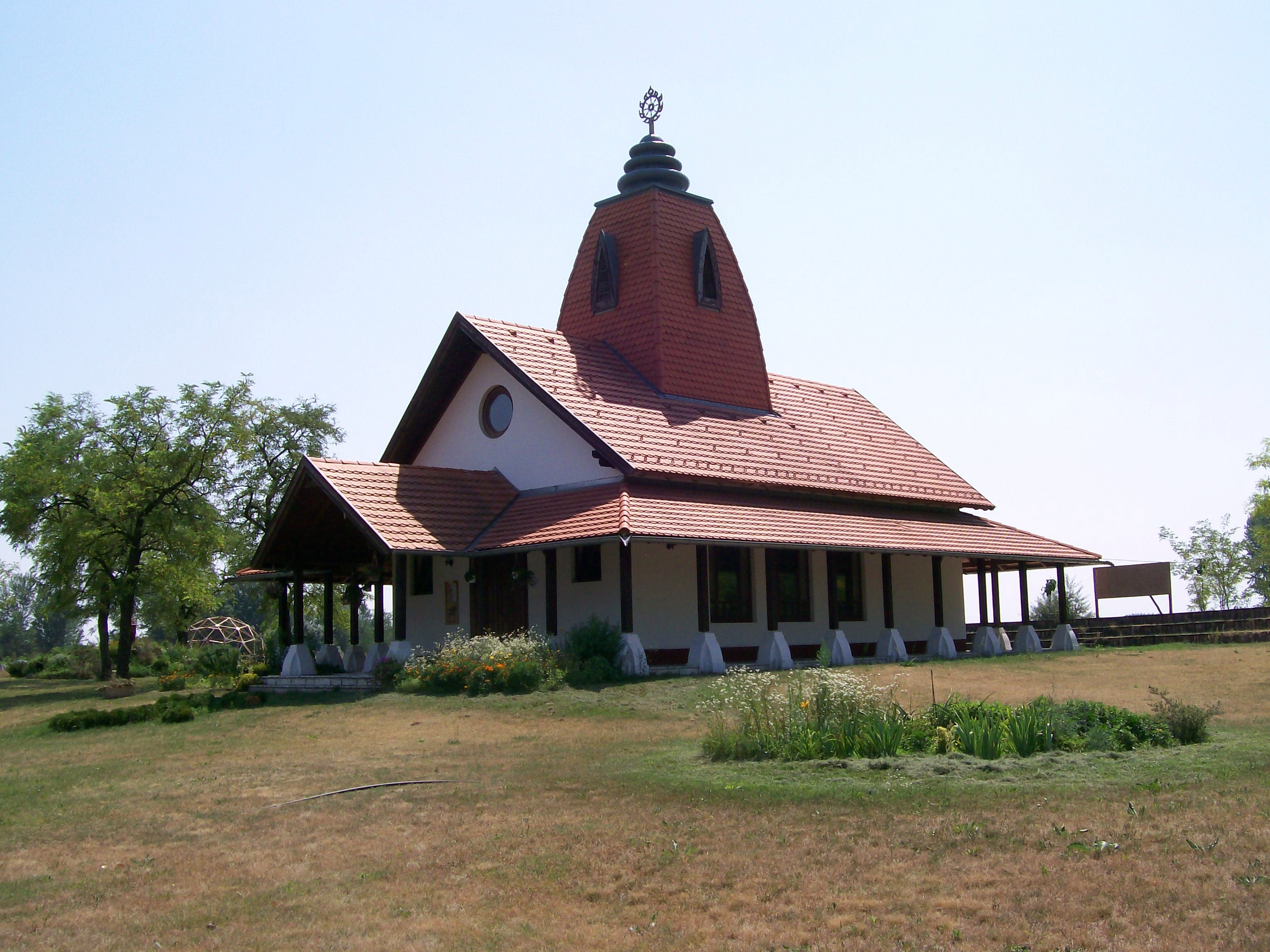
Le temple hindou de Nandafalva.

Après vingt ans d'activité, le temple hindou de Nandafalva a été inauguré en 2000. Conçu par l'architecte Gyula Szigeti, l'édifice allie des éléments d'architecture traditionnelle hongroise – notamment un porche inspiré des maisons rurales de la Grande Plaine – à un shikhara (tour sanctuaire) décorée de tuiles, dans le style des temples d'Orissa. Un grand clocher abrite une cloche d'une centaine de kilos, qui sonne chaque jour à la manière des traditions villageoises hongroises.

## Cultes
En raison du manque de prêtres, la paroisse catholique n'a plus de desservant résident depuis 1996. Elle a été administrée successivement depuis Sándorfalva, puis Szatymaz (en 2017), et enfin, depuis septembre 2018, par la paroisse de Kistelek.
En marge du village, dans la plaine entre Balástya et Forráskút, se trouve le principal centre de l'Église hindoue vaishnavite en Hongrie. Fondée en 1979 par un petit groupe de jeunes inspirés par les enseignements de A.C. Bhaktivedanta Swami Prabhupāda, la communauté s'est développée sous la conduite spirituelle de Swami B.A. Narayan. Elle a pris le nom de Nandafalva, en référence au lieu sacré indien de Nandagram.

## Jumelages
| Ville | Ville        | Pays | Pays    |
| ----- | ------------ | ---- | ------- |
|       | Balatonakali |      | Hongrie |
|       | Torda        |      | Serbie  |